# Hexadella purpurea
Hexadella purpurea är en svampdjursart som beskrevs av Burton 1937. Hexadella purpurea ingår i släktet Hexadella och familjen Ianthellidae. Inga underarter finns listade i Catalogue of Life.